# Liste des partis politiques en Lettonie

## Partis représentés au Parlement
Partis représentés à la Saeima lors des élections législatives de 2022 :
|  | Partis                                                          | Dirigeants           | Idéologie                                    | Affiliation européenne |
|  | --------------------------------------------------------------- | -------------------- | -------------------------------------------- | ---------------------- |
|  | Nouvelle unité (JV) Jaunā Vienotība                             | Krišjānis Kariņš     | Libéralisme économique Libéral-conservatisme | PPE                    |
|  | Union des verts et des paysans (ZZS) Zaļo un Zemnieku Savienība | Aivars Lembergs      | Agrarisme                                    |                        |
|  | Liste Unie (AS) Apvienotais saraksts                            | Uldis Pīlēns         | Régionalisme Conservatisme vert              |                        |
|  | Alliance nationale (NA) Nacionālā apvienība                     | Raivis Dzintars      | Nationalisme National-conservatisme          | PCRE                   |
|  | Pour la stabilité ! (S!) Stabilitātei!                          | Aleksejs Rosļikovs   | Populisme Défense de la minorité russe       |                        |
|  | Les Progressistes (PRO) Progresīvie                             | Direction collective | Social-démocratie Progressisme               | PVE                    |
|  | Lettonie d'abord (LPV) Latvija pirmajā vietā                    | Ainārs Šlesers       | Populisme de droite                          |                        |

## Autres partis
|  | Partis                                                  | Dirigeants           | Idéologie                                      | Affiliation européenne |
|  | ------------------------------------------------------- | -------------------- | ---------------------------------------------- | ---------------------- |
|  | Harmonie (S) Saskaņa                                    | Jānis Urbanovičs     | Social-démocratie Défense de la minorité russe | PSE                    |
|  | Développement/Pour ! (AP!) Attīstībai/Par!              | Direction collective | Social-libéralisme Libéralisme classique       | ALDE                   |
|  | Union russe de Lettonie (LKS) Latvijas Krievu savienība | Direction collective | Russophilie                                    |                        |
|  | Les Conservateurs (K) Konservatīvie                     | Jānis Bordāns        | Libéral-conservatisme Conservatisme            |                        |
|  | Pour une Lettonie humaine (PCL) Par cilvēcīgu Latviju   | Maris Mozvillo       | Conservatisme                                  |                        |

## Anciens partis
- Front populaire (1988-1993)
- Nouveau Parti chrétien (1997-2002)
- Parti communiste de Lettonie, parti unique de la République socialiste soviétique de Lettonie (1940-1990), interdit en 1991 et reformée sous le nom de parti socialiste de Lettonie.
- Parti populaire (1998-2011)
- Premier Parti de Lettonie/Voie lettonne (2007-2011), issu de la fusion du Premier Parti de Lettonie (2002-2007) et de Voie lettonne (1993-2007).

Ces deux derniers ont formé la coalition Pour une bonne Lettonie en 2010-2011.
- Ugunskrusts (1932-1933), puis Pērkonkrusts (1933-1944)